# La casa de cera
La casa de cera (títol original en anglès: House of Wax) és una pel·lícula de terror dirigida pel català Jaume Collet-Serra que fou estrenada l'any 2005, essent la primera pel·lícula del director isclenc i que va sorprendre per l'acollida del públic. Va ser coproduïda entre els Estats Units i Austràlia i és una nova versió de la pel·lícula Els crims del museu de cera de 1953. Ha estat doblada i subtitulada al català.

## Argument
La pel·lícula relata el trajecte que realitza un grup de joves que, de camí a un partit de futbol de nit, es perden i acaben arribant a un poble abandonat anomenat Ambrose. El poble, sense rastre aparent de més persones, hi troben un museu de cera anomenat House of Wax, que els sorprèn en comprovar que és tot l'edifici està cobert d'aquesta enganxosa substància. Amb la porta oberta i, com la resta del poble, semblant abandonat, a l'entrar-hi, es queden bocabadats pel gran nivell de detall de les figures de cera que encara s'hi conserven. Una entrada que es veurà pertorbada quan descobreixen que realment, no estan sols.

## Repartiment
- Elisha Cuthbert, com a Carly Jones.
- Chad Michael Murray, com a Nick Jones.
- Brian Van Holt, com a Bo Sinclair / Vincent Sinclair.
- Thomas Adamson, com a Bo.
- Sam Harkess, com a Vincent.
- Paris Hilton, com a Paige Edwards.
- Jared Padalecki, com a Wade Felton.
- Jon Abrahams, com a Dalton Chapman.
- Robert Ri'chard, com a Blake Johnson.
- Damon Herriman, com a Lester Sinclair
- Andy Anderson, com al xèrif.
- Dragicia Debert, com a Trudy Sinclair.
- Murray Smith, com al doctor Victor Sinclair.

## Crítica
Tot i ser qualificada com a pel·lícula de terror adolescent, sense gaires pretensions tècniques i artístiques, la primera pel·lícula de Collet va rebre crítiques bastant dolentes per part dels mitjans especialitzats i les principals webs de valoració de cine, suspenent a portals com ara Metacritic, Rotten Tomatoes (amb un 25/100) però en canvi, aprovant la part de vots d'usuaris, una diferència entre la crítica professional i la gent que hi va anar, que també es va plasmar perfectament en l'àmbit econòmic, on a pesar dels comentaris negatius dels crítics, va aconseguir ser la segona pel·lícula que més recaptació va aconseguir a la sales nord-americanes durant el cap de setmana de l'estrena, just per sota del Regne del cel, dirigida per Ridley Scott.
La revista especialitzada Fotogramas, la qualificava dient "La Casa de Cera et fa partícip del sofriment aliè, sobretot en la seva inspiradíssima hora final. És veritat que cal pagar un peatge previ de presentació de personatges imbècils".
Un dels rols més criticats, però, va ser el que va representar la multimilionària Paris Hilton, que a més de les crítiques negatives, va rebre el Premi Golden Raspberry 2006 com a "pitjor actriu secundària" pel seu paper en aquesta pel·lícula.